# Albi di Tex (2021)
Albi pubblicati del fumetto Tex nel 2021. Contengono storie inedite e occupano i numeri da 723 a 734 della serie regolare.
Nel mese di luglio, per la prima volta nella storia della collana, sono stati pubblicati due albi inediti, cioè il numero 729, che conclude la storia iniziata nel volume precedente, e il 729bis, contenente una storia completa e inedita.
Gli albi dati alle stampe in questa annata hanno 114 pagine ciascuno.

## Prospetto
| Nr.     | Titolo                          | Mese di pubblicazione | Soggetto                            | Sceneggiatura                       | Disegni                           |
| ------- | ------------------------------- | --------------------- | ----------------------------------- | ----------------------------------- | --------------------------------- |
| 723     | La negra muerte                 | gennaio               | Pasquale Ruju                       | Pasquale Ruju                       | Stefano Biglia                    |
| 724     | Colpo di stato                  | febbraio              | Pasquale Ruju / Antonio Zamberletti | Pasquale Ruju / Antonio Zamberletti | Stefano Biglia / Giuseppe Candita |
| 725     | Il monaco guerriero             | marzo                 | Antonio Zamberletti                 | Antonio Zamberletti                 | Giuseppe Candita                  |
| 726     | Il pistolero vudu               | aprile                | Pasquale Ruju                       | Pasquale Ruju                       | Bruno Ramella                     |
| 727     | La strega della palude          | maggio                | Pasquale Ruju                       | Pasquale Ruju                       | Bruno Ramella                     |
| 728     | Una colt per Manuela Montoya    | giugno                | Mauro Boselli / Carlo Monni         | Mauro Boselli                       | Mauro Laurenti                    |
| 729     | Rapina a Nogales                | luglio                | Mauro Boselli / Carlo Monni         | Mauro Boselli                       | Mauro Laurenti                    |
| 729 bis | L'agente indiano                | luglio                | Mauro Boselli                       | Mauro Boselli                       | Maurizio Dotti                    |
| 730     | Il mostro del gran lago salato  | agosto                | Antonello Rizzo                     | Pasquale Ruju                       | Michele Benevento                 |
| 731     | Dietro la maschera              | settembre             | Antonello Rizzo                     | Pasquale Ruju                       | Michele Benevento                 |
| 732     | Alla ricerca delle navi perdute | ottobre               | Mauro Boselli                       | Mauro Boselli                       | Giovanni Bruzzo                   |
| 733     | I guerrieri della tundra        | novembre              | Mauro Boselli                       | Mauro Boselli                       | Giovanni Bruzzo                   |
| 734     | La campana nella nebbia         | dicembre              | Mauro Boselli                       | Mauro Boselli                       | Giovanni Bruzzo                   |

## Trame

### Il mostro del gran lago salato (nn. 730-731)

#### Il mostro del gran lago salato
Sulle rive del Gran lago salato, un villaggio Ute viene aggredito da una banda di indiani guidati da un uomo gigantesco e dal volto coperto con una maschera mostruosa. Il villaggio viene interamente terminato eccetto un ragazzino, a cui il colosso, che si presenta come "il Siats", assegna il compito di raccontare ciò che ha visto. Tempo dopo, Tex e Carson vengono convocati al villaggio Ute di Dente di Puma, che racconta loro di aver trovato il ragazzo e aver saputo da lui cosa era accaduto. Spiega anche che il Siats è un demone delle credenze Ute, uno spirito malvagio e cannibale che si ridesta solo per nutrirsi di prede umane. Un sopralluogo al villaggio dimostra che l'assalto non è opera di spiriti, come credono gli indiani, ma di uomini in carne ed ossa. Quella notte, altri due indiani vengono assaliti dal Siats. 
Tex e Carson si recano al vicino Fort Mason per conferire con il comandante, il maggiore Conroy. Egli è ostile agli indiani e non cela i propri pregiudizi né la bramosia di prendere le armi contro di loro; da un ufficiale vengono a sapere che il rancore di Conroy è dovuto al fatto che gli indiani, anni prima, gli uccisero la moglie e il figlio ancora infante. Intanto il Siats miete altre vittime, ma questa volta Tex e Carson giungono velocemente sul posto. Parlando con una donna fortunosamente sopravvissuta, scoprono che il Siats non è uno spirito, ma un uomo bianco dai capelli rossi. Mentre si recano al lago salato per indagare, i due rangers vengono assaliti da un gruppo di banditi; interrogandone uno, scoprono che il mandante dell'agguato è niente meno che Tom Colter (vd. nn. 233-236).
Il Siats si reca presso l'hogan di un anziano sciamano cieco, Dakay, a cui dice di essere in missione e di non potersi fermare. Tempo dopo, coi suoi uomini, assale un accampamento indiano, ma cade in una trappola di Tex e Carson, che sterminano i suoi guerrieri e feriscono lui. Il colosso trova allora rifugio presso Dakay.
A Farmington, i due rangers fanno prigioniero Tom Colter per interrogarlo. Intanto, a Fort Mason, il maggiore Conroy si prepara a una spedizione armata contro gli Utes.

#### Dietro la maschera
All'hogan di Dakay, il Siats si è rimesso in forze e riparte verso la sua battaglia. Intanto, Tex e Carson interrogano Colter per fargli dire ciò che sa: egli è in affari con gli indiani, e una volta ha incontrato proprio il Siats, che gli ha spiegato di voler scatenare una guerra così da soddisfare il proprio odio per gli Utes; in cambio, Colter avrebbe potuto mettere le mani sui giacimenti d'oro dei territori indiani. L'arrivo dello sceriffo interrompe la conversazione, ma Colter, con una scusa, si separa e prosegue da solo verso nord.
Una carovana di coloni, guidata da un tale John Donovan, incontra due guide mandate da Colter; durante il viaggio, essi sono sorvegliati dagli indiani del Siats, e Colter, per un'altra via, si lancia sulla loro pista, seguito a distanza dai due rangers. Il piano di Colter è chiaro: trascinare la carovana in territorio Ute, farla massacrare dal Siats e dai suoi, e scaricare la colpa sugli indiani, così da dare al maggiore Conroy, sempre più impaziente, la scusa per scatenare la guerra.
Durante una sosta notturna, infatti, le guide abbandonano la carovana. L'assalto del Siats viene sventato da Tex e Carson, che decidono di separarsi: Kit guiderà la carovana al sicuro, a Fort Mason, mentre Tex si lancia all'inseguimento di Colter e delle due guide. Ma il Siats, giunto prima, ha già ucciso i due e ferito mortalmente Colter. Giunto all'ultimo momento, Tex apprende dal trafficante la verità sul Siats.
Recatosi alla capanna di Dakay, Tex scopre che questi è uno sciamano degli Shoshones e che ha raccolto ed educato il Siats fin da quando quest'ultimo era un ragazzo, non riuscendo però a estinguerne l'odio per gli Utes. Tex ingaggia uno scontro con il Siats e i suoi uomini, riuscendo a prevalere e a catturare il gigante vivo, in modo da portarlo a Fort Mason. Dakay, sfinito e provato, afferma che non ha intenzione di impedirglielo e che attenderà il proprio destino sulle rive del lago.
A Fort Mason, il maggiore Conroy è più deciso che mai a scendere sul sentiero di guerra e fa mettere agli arresti Carson, che cerca di impedirglielo. Proprio al momento della partenza, giunge Tex assieme al Siats, incappucciato, e mette il maggiore di fronte alla verità: Conroy, corrotto da Colter, voleva scatenare una guerra indiana non solo per vendetta, ma anche per tornaconto personale, essendosi i due accordati per spartirsi l'oro degli Utes. Infine, Tex rivela la vera identità del Siats: quella di Melvin Conroy, il figlio del maggiore che questi credeva morto.
Consumato dai sensi di colpa e ormai senz'altra via d'uscita, il maggiore Conroy uccide il proprio figlio e poi si spara, ponendo fine all'incubo.

### Alla ricerca delle navi perdute (nn. 732-734)
- Seguito di Mauro Boselli (testi), Alfonso Font (disegni); Winnipeg!, in Tex nn. 658 - 659 - 660, Sergio Bonelli Editore, Milano, agosto - settembre - ottobre 2015.
- La storia si conclude in Mauro Boselli (testi), Giovanni Bruzzo (disegni); I dannati dell'Artico, in Tex n. 735, Sergio Bonelli Editore, Milano, gennaio 2022.

#### Alla ricerca delle navi perdute
Nel Canada settentrionale, l'ex giocatore Mike Foster, assieme a un guerriero Dogrib di nome Aquila, è alla ricerca della sua ex fidanzata Molly Rainey, detta Dallas, fuggita da Winnipeg dopo le vicende degli albi 658-660 e aggregatasi come tiratrice scelta a una spedizione scientifica giunta da Londra alla ricerca della spedizione perduta di Franklin. Foster e Aquila si imbattono in un Inuit di nome Yotimo, che accetta di aiutarli nella loro ricerca conducendoli al proprio villaggio, ma che li mette anche in guardia contro Tornuak, un leggendario cacciatore divenuto pazzo dopo che un colossale orso bianco, che gli Inuit chiamano Taqukag, lo mutilò e gli uccise la famiglia.
Intanto, il colonnello Jim Brandon ha convocato Tex e i suoi pards al gran completo, a causa della crescente irrequietudine delle tribù Fox, allarmate dalle voci secondo cui nei loro territori ci sarebbe l'oro; i quattro sanno già che Dallas è in viaggio verso nord e che con lei c'è anche Kathy Dawn, una mezzosangue Inuit con cui Tex e i suoi pards avevano già avuto a che fare. Dopo aver salvato Brandon da un'imboscata di Fox ribelli, si scopre che la spedizione è considerata maledetta dalle tribù native, poiché si sta avventurando in territori ostili. Intanto, Mike Foster e Aquila scoprono che al villaggio di Yotimo nessuno ha incontrato la spedizione, ma anche che i naufraghi di Franklin erano passati da quelle parti e avevano scambiato oggetti con del cibo.
Della spedizione inglese, oltre a Kathy Dawn e Dallas che si occupano principalmente di procurare cacciagione per la truppa, fanno parte alcuni portatori meticci, alcuni geografi, tra cui il professor Vaughn, e una pattuglia armata agli ordini del capitano Bailey e del suo secondo, tenente Hillary. Durante una marcia, Tornuak s'imbatte nella spedizione e mette gli occhi su Kathy Dawn.

#### I guerrieri della tundra
Tex e I suoi pards, assieme a Brandon, proseguono verso nord all'inseguimento della spedizione inglese. Durante la traversata di un lago vengono attaccati da un gruppo di indigeni Hare; risolte le incomprensioni, gli Hare rivelano loro che una parte dei marinai di Franklin era giunta al loro villaggio molti anni prima, ma ormai stremati nel corpo e nello spirito (le privazioni e il freddo li avevano fatti impazzire) erano morti quasi subito. Tex li lascia andare, ma insospettito dal loro comportamento li fa seguire da Tiger, che scopre che la tribù al completo si prepara ad attaccarli, ingolosita dalle loro armi da fuoco. L'attacco fallisce e Volpe Bianca, l'Hare che l'aveva ideato, rinnegato dalla tribù, chiede e ottiene clemenza da Tex e di unirsi a loro come guida.
Intanto, la spedizione inglese raggiunge il golfo della regina Maud. Chiedendo informazioni a un gruppo di Inuit, scoprono che gli uomini di Franklin passarono di lì, ma gli autoctoni se ne tennero lontani dopo averli visti, in preda alla disperazione, macellare e divorare uno di loro. Si decide il da farsi: il tenente Hillary, con Dawn e una parte della truppa, proseguirà via terra, mentre il capitano Bailey guiderà Dallas e il gruppo che prenderà il mare.
Mike Foster e Aquila si imbattono in una tribù Inuit. Costoro li attaccano, ma il provvidenziale arrivo di Yotimo calma le acque: gli Inuit sono inferociti a causa dell'omicidio di due loro compagni, commesso in realtà da Tornuak. La sparatoria ha intanto attirato Tex e i suoi pards, che si portano a riva, scoprono i cadaveri degli Inuit e poco dopo si ricongiungono a Mike Foster. Da Yotimo scoprono la storia/leggenda di Tornuak e deducono, anche dalle orme che hanno trovato presso i cadaveri, che il cacciatore si è messo a seguire la spedizione inglese.
Il gruppo di Hillary e Dawn nel frattempo ha fatto sosta ed è stato nuovamente raggiunto da Tornuak; egli, approfittando di una battuta di caccia, uccide due meticci e rapisce Dawn; poco dopo la scoperta dei cadaveri, Tex e i suoi si uniscono alla squadra di Hillary. Quanto al gruppo di Bailey, giunto a Beechey Island, ha fatto tappa presso un rifugio costruito a suo tempo dai marinai di Franklin; mentre i geografi fanno i loro rilevamenti, però, delle misteriose figure li controllano a distanza.

#### La campana nella nebbia
Mentre Tex e i suoi si organizzano per inseguire Tornuak e liberare Kathy Dawn, il cacciatore e la sua prigioniera si imbattono in quelle che l'uomo crede essere le orme dell'orso che gli uccise la famiglia anni prima; dopo aver raccontato la sua storia, il cacciatore decide di usare Kathy come esca per attirare la bestia a sé. Giunti alla riva del mare, i due recuperano dei kayak e prendono il largo.
Molto più a nord, il gruppo di Bailey assiste a un evento incredibile: una nave, a decine di metri sul livello del mare, che scompare quasi subito. Il capitano la riconosce come l'effetto ottico detto fata Morgana, ma soprattutto come la prova che le navi esistono ancora e sono davanti a loro. Raggiunta la terraferma, la truppa si fa carico delle barche e prosegue a piedi, ma in un banco di nebbia vengono attaccati da dei misteriosi uomini dalla pelle chiarissima, estremamente feroci, che in breve uccidono alcuni dei portatori e feriscono uno degli studiosi. Il gruppo, guidato dal rintocco di una campana, si lancia in una disperata e cieca fuga e infine raggiunge il relitto di una nave, incastrato tra i ghiacci. Dallas, rimasta alla retroguardia e assalita dai misteriosi assassini, viene salvata da Tornuak e si ricongiunge a Dawn, liberatasi; mentre il cacciatore pazzo si dilegua nella nebbia, le due donne raggiungono la nave.
Sulla terraferma, Tex e i suoi si sono procurati altre imbarcazioni e si accingono a prendere il mare, ma Yotimo li avverte circa l'esistenza di una razza di feroci demoni che vive all'estremo nord, i Mahaha. Dopo la traversata, durante una sosta, vengono attaccati dai selvaggi; dopo lo scontro, Tex e suo figlio notano le somiglianze tra questa misteriosa tribù e la tribù cannibale da loro affrontata qualche tempo prima in Alaska (Tex n. 600, I demoni del nord, ottobre 2010).
Intanto, sulla nave (ossia la Terror, che si scopre essere completamente deserta: la campana suonava perché mossa dal vento), il gruppo si concede un po' di riposo. Bailey consulta i diari di bordo e scopre che, dopo una serie di sventure tra cui la morte di Franklin e la penuria di cibo fresco, gli equipaggi avevano deciso di provare a recarsi a sud a piedi. Tuttavia, un incidente con gli Inuit li aveva messi in difficoltà: una parte si era ammutinata e aveva proseguito, mentre l'altra era tornata alla nave, che si era in seguito incagliata tra i ghiacci. Qui erano stati raggiunti da alcuni dei marinai rimasti a terra, che avevano raccontato di come alcuni loro compagni si erano abbandonati al cannibalismo pur di sopravvivere.
Il gruppo di Tex, ripresa la marcia, riesce a catturare uno dei misteriosi assassini, e fa una scoperta: si tratta di un giovane dai capelli biondi.